# Маврогордато, Пётр Амвросиевич
Пётр Амвросиевич Маврогордато (1870—1946) — известный археолог-любитель, создатель в Берлине собственного музея археологических древностей, коллекционер, филателист, владелец одной из лучших коллекций украинских почтовых марок, один из основателей в эмиграции Союза филателистов Украины (1920).

## Биография
По происхождению грек, родом из Херсона. Проводил археологические раскопки на острове Березань, на территории бывшей Ольвии и Тиры, в Гурзуфе в Крыму (готские захоронения) и др.
С 1905 жил в Берлине, где имел собственный музей.

## Вклад в филателию
Соучредитель Союза филателистов Украины (с 1920) в Берлине и его почётный председатель (1931—1946). Имел большое собрание почтовых марок Украины.